# مسابقات اتومبیل‌رانی
مسابقه اتومبیل رانی یک ورزش موتوری است که شامل کورس خودرویی برای رقابت می‌شود. در آمریکای شمالی، این اصطلاح معمولاً برای توصیف همه اشکال ورزش اتومبیلرانی از جمله رشته‌های غیر مسابقه ای استفاده می‌شود.
مسابقات اتومبیل رانی از زمان اختراع اتومبیل وجود داشته است. انواع مختلفی از مسابقات سازماندهی شدند که اولین آنها در اوایل سال ۱۸۶۷ ثبت شد. بسیاری از اولین رویدادها به‌طور مؤثر آزمایش‌های قابلیت اطمینانی بودند که هدفشان اثبات این بود که این ماشین‌های جدید یک روش حمل و نقل عملی هستند، اما به زودی راهی مهم برای نمایش دادن ماشین‌های خودروسازان شد. در دهه ۱۹۳۰، اتومبیل‌های مسابقه ای تخصصی توسعه پیدا کردند.
در حال حاضر دسته‌بندی‌های مختلفی برای مسابقات وجود دارد که هر کدام قوانین و مقررات متفاوتی دارند.